# Збирка препарата Српског лекарског друштва
Збирка препарата Српског лекарског друштва, била је то друга по реду научно образовна медицинска колекција основана у Београду, тада у Кнежевини Србији. Њено оснивање започето је 1872. године, захваљујући претежно патолошким препаратима који су били поклони чланова Српског лекарског друштва. Збирка од 110 експоната је постојала у континуитету 26 година и коришћена је у научне и образовне сврхе.

## Услови који су претходили оснивању Збирке
У обновљеној Србији први покушај да се оснује струковна лекарска организација учињен је 1842. године, када је др Карло Пацек основано Лекарско читалиште у Београду, замишљено као место где би лекари могли да буду у току са савременим достигнућима струке путем медицинских часописа и нових издања стручних књига. Читалиште није било дугог века – угасило се крајем прве владавине Михаила Обреновића и Пацековим одласком из земље исте године.
Вођен сличном идејом, др Линденмајер је пет година касније основао Лекарску ручну библиотеку при Санитетском одељењу Министарства унутрашњих дела. Библиотека је требало да служи првенствено лекарима у унутрашњости којима би се слале књиге из библиотечког фонда створеног од поклона лекара који су „ступили у друштво“ (библиотеку). Куповину књига за Библиотеку финансирало је и Министарство унутрашњих дела.
Када је др Аћим Медовић 1859. године предложио да се у Београду оснује лекарско друштво  до остварења ове замисли дошло је са закашњењем више од једне деценије, тек 1872. године, када се на том задатку ангажовао др Владан Ђорђевић. Његову иницијативу подржало је четрнаест београдских лекара (др Јован Валента, др Петар Остојић, др Сава Петровић, др Јосиф Панчић, др Аћим Медовић, др Карло Белони, др Јован Машин, др Ђорђе Клинковски, др Платон Папакостопулос, др Јосиф Холец, др Бернард Брил, др Јулијус Ленк, др Марко Полак и зубни лекар Илија Ранимир), и тако је 22. априла 1872. године основано Српско лекарско друштво (СЛД).

Према идеји оснивача СЛД је обухватило лекаре који су радили у Србији, лекаре Србе који су живели ван њених тадашњих граница, стране лекаре и научнике светског угледа, који су имали статус почасних чланова, као и нелекаре – пријатеље и сараднике Друштва у Србији, цивилне и војне, државне и приватне лекаре. Овако широка основа била је темељ за стварање угледа и утицаја, које Друштво изграђивало и изграђује до данашњих дана. Задатке свог рада Друштво је дефинисало Уставом на следећи начин: 
„да прати својим радом сувремено развијање медицинске науке и оних грана јестаственице, које су јој помоћнице; да напредује са постепеним развитком лекарства; да се усавршава свагдашњим његовим искуством, да распростире то искуство писменим и усменим саопштењима, а уједно да се стара и о развитку српске научне терминологије у медицинској науци и њеним јестасвеничким помоћницама. Да нарочито ради на штатистици болести у земљама у којима српски народ живи, да тражи узроке тим болестима у колико су они у народним и географским особинама, и да проучава сретства, којима би се ти узроци најпоузданије уклањали.“

## Историја
Првим Уставом Српског лекарског друштва била је предвиђена и сабирна делатност Друштва, као једно од средстава за вршење његових задатака. У другој глави овог документа, која говори о средствима за испуњавање задатака Друштва, поред усмених саопштења (реферата) на састанцима и књижевно-научног рада, наводи се и: 
„повремено прибирање књига, часописа и дневника медицинске и савезне јестаственичке књижевности, прибављање патолошко-анатомских препарата, најзад набављање и најважнијих лекарских инструмената“.
Развој Збирке могуће је пратити кроз записнике са састанака Друштва и кроз извештаје са главних годишњих скупова, који су штампани у Српском архиву за целокуп нолекарство до године 1898, када се збирка последњи пут помиње.
Од оснивања Српског лекарског друштва до средине 1879. године, седиште Друштва је било у Капетан-Мишином здању, у простору Српског ученог друштва, које је ту било смештено поред Велике школе, Народне библиотеке, Народног музеја и Прве београдске гимназије. У тој згради је 2. септембра 1872. године одржан Трећи редован састанак Друштва, на којем је основана Збирка препарата, о чему је забележено следеће:
„Секретар предаје од стране редовног члана др–а Холеца, који није могао да дође на седницу, један човечји зачедак у четвртом месецу, који је побацила једна од болесница из његове приватне праксе. Друштво са захвалношћу прима тај поклон, којим се полаже темељ његовој збирци анатомских препарата и одлучује, да замоли г. проф. др. Јосифа Панчића, да прима на чување у своме јестаственичком кабинету за неко извесно време и препарате, које друштво буде добијало. Г. проф. др. Јосиф Панчић изјављује, да се он с радошћу прима тог чувања и обећава, да ће он одвојити из својега кабинета све препарате, који строго спадају у лекарство, те их саставити са препаратима српског лекарског друштва о којима ће он водити нарочити регистар“.
Тако је први чувар збирке постао др Јосиф Панчић, личност са искуством у вођењу природњачких збирки. Из тих разлога збирка је била смештена у Јестаственичком кабинету Велике школе, којим је Панчић управљао. Иако је старање о Збирци Српског лекарског друштва за Панчића било додатно оптерећење, будући да је у то време вршио и дужност ректора Велике школе, међутим, како Збирка није била велика – јер је до свог пресељења после српско-турских ратова садржала 25 предмета, Панчић се није много жалио.
Након Панчићеве смрти 1888. године, већ наредне године у Друштву су тражена нова решења за збирку па су донете и две одлуке.
Прва одлука — се односила на тератолошке препарате – „збирку наказа“, која је предата „зоолошком музеју на чување“. Старатељ овог музеја био је др Ђорђе П. Јовановић, члан СЛД и професор зоологије на Великој школи.
Друга одлука — се односила на „патолошку збирку“. По предлогу др Владана Ђорђевића, који је Друштво усвојило, покренута је иницијатива да се оснује кабинет за патолошке препарате при Општој државној болници, односно „Патолошки музеј“. За израду пројекта Музеја одређени су др Војислав Субботић, др Милан Јовановић Батут и др Ђорђе П. Јовановић. Осим тога, по идеји др Субботића, Друштво је упутило предлог министру унутрашњих дела да се један лекар упути, као државни стипендиста, на специјализацију из области патолошке анатомије, патолошке хистологије и судске медицине.
Друштво је „унапред“, још 1889. године, донело одлуку да своју патолошку збирку поклони (будућем) патолошком кабинету, односно музеју. Иако се кроз записнике не помињу даље одлуке, врло је вероватно да је патолошка збирка по повратку др Едуарда Михела са специјализације 1897. године, и оснивања Просектуре Опште државне болнице, уступљена за збирку Просектуре и да је један број препарата који су демонстрирани на састанцима Друштва надаље чуван у оквиру те збирке.
Осим тога, идеја др Владана Ђорђевића је била да препарати из Патолошке збирке, односно Музеја при Општој државној болници, буду коришћени и као „примерци за наставу“. По свом садржају и начину коришћења, ова збирка по класификацији медицинских збирки и музеја Кена Арнолда, спада у групу музеја медицинског образовања, који су се током 18. и 19. века развили при европским медицинским факултетима и струковним друштвима лекара, хирурга и фармацеута.

## Смештај и садржај збирке
Смештај
Збирка је била смештена у Јестаственичком кабинету Велике школе, којим је управљао Јосиф Панчић. Такво решење за њен смештај пронађено је из два разлога:
- Друштво је располагало малим простором за свој рад, јер је првих година свог постојања користило просторију коју му је уступило Српско учено друштво у Капетан-Мишином здању,[3]
- др Панчић је био личност са највећим искуством у Кнежевини Србији у вођењу збирки.

Збирка
Збирка препарата Српског лекарског друштва се претежно састојала од патолошких препарата које су поклањали чланови Друштва, али су у њој били заступљени и други предмети, као што су мокраћни каменци, један људски скелет, неколико оперативно одстрањених страних тела, колекција пројектила, фотографије патолошких промена, фотографије болесника и два ветеринарска препарата.
Препарати који су поклањани углавном су били пропраћени кратком историјом болести и редовно су демонстрирани на састанцима, а често су о њима вођене и дискусије.
Збирка у којој је до 1898. године било сакупљено око 110 предмета, по свом садржају и начину коришћења, и по класификацији медицинских збирки и музеја Кена Арнолда, спада у групу музеја медицинског образовања, који су се током 18. и 19. века развили при европским медицинским факултетима и струковним друштвима лекара, хирурга и фармацеута.